# پاستورا (نیومکزیکو)
پاستورا (به انگلیسی: Pastura) یک منطقهٔ مسکونی در ایالات متحده آمریکا است که در شهرستان گوادلوپ، نیومکزیکو واقع شده‌است. پاستورا ۰٫۹ کیلومتر مربع مساحت و ۲۳ نفر جمعیت دارد و ۱٬۶۱۳٫۹۴ متر بالاتر از سطح دریا واقع شده‌است.